# Impact Wrestling Bound for Glory

Logo de Bound for Glory

Bound for Glory est un événement annuel de catch organisé fin octobre ou début octobre par la Total Nonstop Action Wrestling (« TNA »). Il s'agit du plus grand spectacle de catch de l'année à la TNA.
Le premier show date du 23 octobre 2005, et sept éditions consécutives ont eu lieu depuis cette date.

## Contexte
Les spectacles de la Total Nonstop Action Wrestling en paiement à la séance sont constitués de matchs aux résultats prédéterminés par les scénaristes de la TNA, justifiés par des rivalités ou qualifications survenues dans les émissions de la TNA telles que Impact et Xplosion.
Les scénarios ici présentés sont la version des faits telle qu'elle est présentée lors des émissions télévisées. Elle respectent donc le Kayfabe de la TNA.

## Historique
| #  | Évènement              | Date            | Ville                      | Lieu                          | Combat principal |
| -- | ---------------------- | --------------- | -------------------------- | ----------------------------- | --- |
| 1  | Bound for Glory (2005) | 23 octobre 2005 | Orlando, Floride           | TNA Impact! Zone              | Jeff Jarrett (c) vs Rhino pour le NWA World Heavyweight Championship avec Tito Ortiz comme arbitre spécial                           |
| 2  | Bound for Glory (2006) | 22 octobre 2006 | Détroit, Michigan          | Compuware Sports Arena        | Jeff Jarrett (c) vs Sting Titre vs. Carrière match pour le NWA World Heavyweight Championship avec Kurt Angle comme arbitre spécial  |
| 3  | Bound for Glory (2007) | 14 octobre 2007 | Duluth, Géorgie            | Gwinnett Center               | Kurt Angle vs Sting pour le TNA World Heavyweight Championship                                                                       |
| 4  | Bound for Glory IV     | 12 octobre 2008 | Hoffman Estates, Illinois  | Sears Centre                  | Samoa Joe (c) vs Sting pour le TNA World Heavyweight Championship                                                                    |
| 5  | Bound for Glory (2009) | 18 octobre 2009 | Irvine Californie          | Bren Events Center            | A.J. Styles (c) vs Sting pour le TNA World Heavyweight Championship                                                                  |
| 6  | Bound for Glory (2010) | 10 octobre 2010 | Daytona Beach, Floride     | Ocean Center                  | Jeff Hardy vs Kurt Angle vs Mr Anderson pour le TNA World Heavyweight Championship vacant                                            |
| 7  | Bound for Glory (2011) | 16 octobre 2011 | Philadelphie, Pennsylvanie | Liacouras Center              | Kurt Angle (c) vs Bobby Roode pour le TNA World Heavyweight Championship                                                             |
| 8  | Bound for Glory (2012) | 14 octobre 2012 | Phoenix, Arizona           | Grand Caynon Unervisity Arena | Austin Aries (c) vs Jeff Hardy pour le TNA World Heavyweight Championship                                                            |
| 9  | Bound for Glory (2013) | 20 octobre 2013 | San Diego, Californie      | Viejas Arena                  | Bully Ray (c) vs A.J. Styles pour le TNA World Heavyweight Championship                                                              |
| 10 | Bound for Glory (2014) | 12 octobre 2014 | Tokyo, Japon               | Korakuen Hall                 | The Great Muta & Tajiri vs James Storm & The Great Sanada                                                                            |
| 11 | Bound for Glory (2015) | 4 octobre 2015  | Concord, Caroline du Nord  | Cabarrus Arena                | Ethan Carter III (c) vs Drew Galloway vs Matt Hardy pour le TNA World Heavyweight Championship avec Jeff Hardy comme arbitre spécial |
| 12 | Bound for Glory (2016) | 2 octobre 2016  | Orlando, Floride           | TNA Impact! Zone              | Lashley (c) contre Ethan Carter III pour le TNA World Heavyweight Championship                                                       |
| 13 | Bound for Glory (2017) | 5 novembre 2017 | Ottawa, Canada             | Aberdeen Pavilion             | Eli Drake (c) (avec Chris Adonis) contre Johnny Impact pour le Impact World Championship                                             |
| 14 | Bound for Glory (2018) | 14 octobre 2018 | New York, New York         | Melrose Ballroom              | Austin Aries (c) contre Johnny Impact pour le Impact World Championship                                                              |
| 15 | Bound for Glory (2019) | 20 octobre 2019 | Villa Park, Illinois       | Odeum Expo Center             | Brian Cage (c) contre Sami Callihan pour le Impact World Championship                                                                |
| 16 | Bound for Glory (2020) | 24 octobre 2020 | Nashville, Tennessee       | Skyway Studios                | Eric Young (c) contre Rich Swann pour le Impact World Championship                                                                   |
| 17 | Bound for Glory (2021) | 23 octobre 2021 | Las Vegas, Nevada          | Sam's Town Live               | Christian Cage (c) contre Josh Alexander pour le Impact World Championship                                                           |
| 18 | Bound for Glory (2022) | 7 octobre 2022  | Albany, New York           | Washington Avenue Armory      | Josh Alexander (c) contre Eddie Edwards pour le Impact World Championship                                                            |
| 19 | Bound for Glory (2023) | 21 octobre 2023 | Chicago, Illinois          | Cicero Stadium                | |

## Statistiques de Bound for Glory
- Plus grand nombre de titres mondiaux remportés à Bound for Glory
  - Sting (3 fois / BFG : 2006, 2007 et 2008)
  - Jeff Hardy (2 fois / BFG : 2010 et 2012)
  - A.J. Styles (1 fois / BFG : 2013)
  - Rhino (1 fois / BFG : 2005)
  - Matt Hardy (1 fois / BFG : 2015)
- Participation

- Plus grand nombre de participations au Main event
  - Sting (4 fois / BFG : 2006, 2007, 2008 et 2009)
  - Kurt Angle (3 fois / BFG : 2007, 2010 et 2011)
  - Jeff Jarrett (2 fois / BFG : 2005 et 2006)
  - Jeff Hardy (2 fois / BFG : 2010 et 2012)
  - AJ Styles (2 fois / BFG : 2009 et 2013)
- Matchs les plus longs
  - AJ Styles vs Christopher Daniels à Bound for Glory 2005 (30 minutes et 52 secondes)
  - EV 2.0 vs Fortune, à Bound for Glory 2010 (26 minutes et 14 secondes)
  - Jeff Hardy vs Austin Aries à Bound for Glory (2012) (23 minutes et 03 secondes)
  - Bobby Roode vs Kurt Angle à Bound for Glory (2013) (20 minutes et 58 secondes)
  - Bully Ray vs A.J. Styles à Bound for Glory (2013) (20 minutes et 28 secondes)
  - Beer Money, Inc. vs Chris Parks et Matt Morgan vs Team 3D vs Homicide et Hernandez à Bound for Glory IV (20 minutes et 20 secondes)
  - Jeff Jarrett vs Kurt Angle, à Bound for Glory IV (20 minutes et 02 secondes)
- Matchs les plus courts
  - Ms. Brooks vs Shaffee à Bound for Glory 2007 (30 secondes)
  - Taylor Wilde et Sarita vs The Beautiful People à Bound for Glory 2009 (2 minutes et 58 secondes)
  - Ethan Carter III vs Norv Fernum à Bound for Glory (2013) (3 minutes et 26 secondes)
  - Eric Young vs Larry Zbyszko à Bound for Glory 2006 (3 minutes et 35 secondes)
  - Robert Roode vs Lance Hoyt à Bound for Glory 2006(4 minutes et 00 secondes)
  - Jeff Jarrett vs Rhino à Bound for Glory IV(4 minutes et 00 secondes)
- Record d'affluence
  - 1 - Bound for Glory IV (5 000 spectateurs au Sears Centre)
  - 2 - Bound for Glory 2011 (4 500 spectateurs au Liacouras Center)
  - 3 - Bound for Glory 2007 (4 000 spectateurs au Gwinnett Center)
  - 4 - Bound for Glory 2006 (4 000 spectateurs au Compuware Sports Arena)
  - 5 - Bound for Glory 2010 (3 500 spectateurs au Ocean Center)
  - 6 - Bound for Glory 2012 (3 200 spectateurs au Grand Canyon University Arena)
  - 7 - Bound for Glory 2013 (3 000 spectateurs au Viejas Arena)
  - 8 - Bound for Glory 2009 (2 400 spectateurs au Bren Events Center)
  - 9 - Bound for Glory 2005 (900 spectateurs au Universal Orlando Resort)